# Сражение за остров Гранд-Терк
Сражение за остров Гранд-Терк (9 марта 1783) — британская попытка отбить захваченный французами остров Гранд-Терк во время войны за независимость США.

## Предыстория
Острова Теркс и Кайкос с 1766 года были колонией Великобритании, их население занималось добычей соли. 12 февраля 1783 года к острову Гранд-Терк подошла французская флотилия из трёх кораблей, возглавляемая 28-пушечным «La Coquette» под командованием маркиза де Грасс-Бриансона (племянника адмирала Франсуа Жосефа Поль де Грасса). Высадив 400 человек, французы без сопротивления захватили остров.

## Ход событий
2 марта 1783 года британский 44-пушечный корабль «Resistance» под командованием Джеймса Кинга, сопровождаемый «Duguay Trouin», обнаружил два французских корабля (20-пушечный и 28-пушечный), стоявших на якоре возле острова Гранд-Терк. Французы обрубили якорные канаты и попытались уйти на юго-запад, но были принуждены к сдаче. Узнав от них о захвате островов французами, Кинг решил отобрать острова.
Через несколько дней к кораблям Кинга присоединилась флотилия из 28-пушечного фрегата «Albemarle» (флагман), 28-пушечного фрегата «Tartar», 14-пушечного шлюпа «Drake» и вооружённого транспорта «Barrington», которой командовал капитан Горацио Нельсон, британцы предприняли атаку. 167 человек попытались высадиться под прикрытием двух бригов, однако с берега по бригам неожиданно ударили две береговые батареи (одна из четырёх 24-фунтовых пушек, и одна из пяти 6-фунтовых пушек). «Drake» и «Barrington» начали нести потери в личном составе, и были вынуждены отойти, а высадившаяся партия наткнулась на укреплённую французскую оборону, и также была вынуждена ретироваться. Переменившийся ветер сделал невозможным подход к берегу крупных кораблей для обстрела противника, и британцы были вынуждены уйти.

## Итоги и последствия
В соответствии с условиями заключённого в этом же году Парижского мира острова были возвращены Великобритании.